# Фаустіно Оро
Фаустіно Оро (ісп. Faustino Oro, 14 жовтня 2013, Буенос-Айрес) — аргентинський шаховий вундеркінд, наймолодший у шаховій історії міжнародний майстер.
Його рейтинг станом на січень 2025 року — 2447 (1079-те — у світі, 14-те серед аргентинських шахістів).

## Кар'єра
Фаустіно Оро почав грати в шахи під час пандемії COVID-19. Під час карантину батькам потрібно було чимось зайняти малюка, і тоді мати дитини, Роміна Сімонді, запропонувала відкрити йому обліковий запис на Chess.com. Спочатку грав, як самоучка, згодом під керівництвом декількох шахових тренерів.
Він з великим відривом очолював світові рейтинги у категоріях серед дітей до 8 років, до 10 років, до 11 років і до 12 років. У квітні 2023 року Фаустіно став наймолодшим у шаховій історії майстром ФІДЕ.
У 2023 році, у віці дев'яти років, Фаустіно досягнув рейтингу у класичні шахи 2300 очок, ставши наймолодшим шахістом, якому це вдалося на той час. У листопаді 2024 року цей рекорд був побитий Ітаном Пенгом.
У березні 2024 року Фаустіно Оро на платформі Chess.com переміг шістнадцятого чемпіона світу Магнуса Карлсена та Хікару Накамуру, відповідно першого та третього номера світового рейтингу. Обидва успіхи були досягнуті під час турніру «Bullet Brawl 2024» з контролем часу на партію 1 хвилина («Куля»). Після цього його почали називати «Шаховим Мессі».
У червні 2024 року став наймолодшим гравцем, який досяг рейтингу 3000 очок у блискавичних шахах на платформі Chess.com.
30 червня 2024 року Фаустіно виконав третю норму міжнародного майстра і набрав 2400 очок, ставши наймолодшим міжнародним майстром в історії шахів у віці 10 років 8 місяців і 16 днів, перевершивши рекорд, який раніше належав Абгіманью Мішрі.
У листопаді 2024 року взяв участь у фінальному турнірі чемпіонату Аргентини, в якому він посів 4 місце серед 10 учасників.
У січні 2025 року Фаустіно Оро було запрошено на Challengers-турнір шахового фестивалю у Вейк-ан-Зеє.